# 樹狀圖
在圖論內，樹狀圖（arborescence）是一個有向图；並且，對其中一個我們稱呼作根的頂點{\displaystyle v}，以及任何其他頂點{\displaystyle u}，此圖必然存在且只存在一條從{\displaystyle v}到{\displaystyle u}的路徑。換句話說，樹狀圖是一個有向的，有根的樹，並且所有的邊都指離根的方向。所有的樹狀圖都是一個有向无环图。